# Главный вариант
Главный вариант (идейный, тематический, авторский) — в задаче или этюде вариант, раскрывающий замысел автора. Представляет основное содержание той или иной шахматной композиции. В этюде или в многоходовой задаче чаще всего есть один главный вариант, реже два; в задачах с малым числом ходов — два-три и более. К главному варианту предъявляются строгие художественные и конструктивные требования: чистота выражения замысла, чёткость игры, экономия материала, отсутствие дуалей и так далее.